# 堀川正美
堀川 正美（ほりかわ まさみ、1931年2月17日 - ）は、日本の詩人。男性。東京生まれ。早稲田大学文学部露文科中退。1954年水橋晋、江森國友、三木卓らと『氾』を創刊。1961年『現代詩』編集委員。64年詩集『太平洋』を発表。71年、詩集『枯れる瑠璃玉』で第1回高見順賞候補。吉増剛造はじめ多くの詩人に影響を与えたが、1979年の『詩的想像力』以降は執筆活動から離れた。

## 著書
- 『太平洋 詩集 1950-1962』思潮社 1964
- 『枯れる瑠璃玉 詩集1963-1970』思潮社 1970
- 『堀川正美詩集』思潮社 現代詩文庫 1970
- 『現代詩論 4 (谷川雁,堀川正美)』晶文社 1972
- 『堀川正美詩集 1950-1977』れんが書房新社 1978
- 『詩的想像力』小沢書店 1979